# Forankre (søfart)
 For alternative betydninger, se Forankre. (Se også artikler, som begynder med Forankre)
Forankre, at kaste anker, fra et skib, for at blive liggende i en fast position.
Kan være nødvendigt i flere tilfælde, blandt andet når sejlskibe venter på vind, opankring af et fartøj på lavt vand ved eventuel skift af last til andet eller mindre fartøj, når et fartøj ligger i venteposition for adgang til en havn, ved skibshavari etc.
| Vandsport/vandtransport | Spire Denne vandsports- eller vandtransportsartikel er en spire som bør udbygges. Du er velkommen til at hjælpe Wikipedia ved at udvide den. |